# 이화식
이화식은 데이터베이스 아키텍처 컨설턴트 및 전 엔코아CEO이다.

## 저서
- ORACLE Server Tuning, 1995년[1]
- 대용량 데이터베이스 솔루션 I, 대청, 1996년, ISBN 89-86475-06-513560
- 대용량 데이터베이스 솔루션 II, 1998년
- 데이터 아키텍처 솔루션 1 2003년

## 참고
1. ↑  엔코아컨설팅 대표 이화식 동문[깨진 링크(과거 내용 찾기)]